# 河野雄平
河野 雄平（こうの ゆうへい、1976年 - ）は、日本テレビコンテンツ制作局チーフプロデューサー。

## 来歴
長崎県出身。長崎県立長崎北高等学校を1995年に卒業し、東京大学に進学。
卒業した2001年に、日本テレビ入社。『所さんの目がテン!』『ザ!鉄腕!DASH!!』などでディレクターを務める。
2008年から2017年（第28 - 37回大会）まで、『全国高等学校クイズ選手権』（通称：高校生クイズ）の総合演出を担当した。その他のクイズ番組に、『最強の頭脳 日本一決定戦! 頭脳王』演出、『超問クイズ! 真実か?ウソか?』企画・演出など。『トリックハンター』でも企画・演出に携わった。『クイズ!あなたは小学5年生より賢いの?』企画に携わった。
2018年6月から2021年11月30日まで編成局に所属していた。2021年12月1日付で情報・制作局プロデューサーに所属。2022年6月1日付でコンテンツ制作局統轄プロデューサーに所属。
2025年6月1日付で現職。横田崇、新井秀和チーフプロデューサーが担当していた一部の番組を引き継いだ。

## 担当番組

### 現在
チーフプロデューサー
- ヒルナンデス!（以前は火曜プロデューサー→プロデューサー→全体プロデューサー）
- 沸騰ワード10
- 世界の果てまでイッテQ!
- クイズタイムリープ（以前はプロデューサー）

統轄プロデューサー
- かまいたちの売れチャレ（以前はプロデューサー）
- ダウンタウンvsZ世代
- 日テレ系!!生番組の祭典 生デミー賞
- あのとき告っていればどうなった?!（以前はプロデューサー）
- 日テレ系音楽の祭典 ベストアーティスト（以前は総合プロデューサー）
- 熱唱!ミリオンシンガー（以前はプロデューサー）
- 日テレ系クイズフェスティバル
- クイズ!あなたは小学5年生より賢いの?
- マジカル頭脳パワー!!（2025年版）
- 異人たちとの夏（2025年版）
- 特報!歌の大辞テン2025

プロデューサー
- 一攫千金!宝の山（以前はプロデューサー→統轄プロデューサー）

汐留SVサブプロデューサー
- 発表!今年イチバン聴いた歌

コーナープロデューサー
- 24時間テレビ 愛は地球を救う47（ランナーやす子へエールを!ヒルナンバンドが贈る歌担当）

### 過去
- スーパースペシャル'01 人間ドックで大発覚!芸能人の病気公開告知スペシャル!!「史上初本人に知らされてない病名を衝撃の生告知」（演出補）
- 所さんの目がテン!（ディレクター）
- 行列のできる相談所（プロデューサー）
- ザ!世界仰天ニュース（統轄プロデューサー）
- with MUSIC（統轄プロデューサー）
- 誰も知らない明石家さんま（プロデューサー）
- 1番持ち寄りバラエティ 我がMAX（統轄プロデューサー）
- THE DANCE DAY（プロデューサー）
- THE MUSIC DAY 2022（総合プロデューサー）
- 24時間テレビ 愛は地球を救う45（プロデューサー）
- THE MUSIC DAY 2024（統轄プロデューサー）
- 24時間テレビ 愛は地球を救う46（国技館プロデューサー）